# Traité de Paris (1810)
Pour les articles homonymes, voir traité de Paris.
 (août 2017).
Si vous disposez d'ouvrages ou d'articles de référence ou si vous connaissez des sites web de qualité traitant du thème abordé ici, merci de compléter l'article en donnant les références utiles à sa vérifiabilité et en les liant à la section « Notes et références ».
Le traité de Paris de 1810 fut signé le 6 janvier 1810 et mit fin à la guerre entre l'Empire de Napoléon avec ses alliés et le royaume de Suède, qui avait commencé le 30 octobre 1805 quand le roi Gustave IV fit adhérer la Suède à la Troisième Coalition. Cette paix de Paris fait suite à la paix signée par le traité de Fredrikshamn entre la Suède et la Russie, le 17 septembre 1809 . Celui-ci donna la Finlande à l'empire russe qui avait envahi cette province avec son armée libérée de sa confrontation contre les françaisLe traité de 1810 fait aussi suite au traité de Tilsit de juillet 1807, et à l'abdication forcée du roi Gustave IV remplacé par son oncle Charles XIII 
Le traité de Paris engageait la Suède à adhérer au Blocus continental contre le Royaume-Uni, et lui restituait la Poméranie suédoise avec l'île de Rügen, occupées par les troupes françaises depuis 1807, après leur avancée durant la campagne de Prusse de 1806.
Cette paix fut ensuite rompue en 1812. Cette rupture fut d'abord implicite par la réoccupation de la Poméranie suédoise par les troupes de Napoléon Ier afin d'assurer un resserrement du Blocus continental, et par le refus du prince héritier de Suède, Bernadotte, élu à ce titre en août 1810 et ancien maréchal de Napoléon Ier, de participer à la campagne de Russie. La rupture fut officielle après les traités d'Örebro du 18 juillet 1812, par lesquels la Suède faisait la paix avec le Royaume-Uni et s'engageait dans la Sixième Coalition.